# Shan-tao

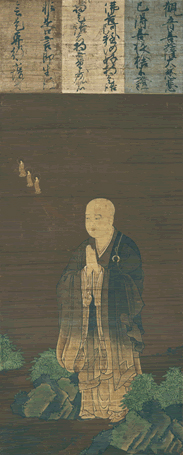
Shan-tao från Ashikaga-perioden. Ōtani universitets museum

Shan-tao (kinesiska: 善導大師 shàn dǎo dà shī, japanska: Zendō) (613-681) var en inflytelserik följare av rena land-buddhismen. Hans skrifter hade starkt inflytande över senare rena land-buddhistiska mästare, såsom Honen och Shinran i Japan.
Inom jodo shinshu betraktas han som den femte patriarken.

## Biografi
Shan-tao föddes i vad som idag är Zhucheng. När han var ung blev han en rena land-buddhistisk präst och hängav sig till att studera sukhāvatīvyūhaḥ-sūtra och vimalakirti sutra. En dag år 641 besökte han templet av den kände rena land-buddhistiska mästaren Tao-ch'o, som råkade hålla ett tal gällande amitāyurdhyāna-sūtra. Detta tal inspirerade honom till sprida rena land-buddhismen.
Shan-tao levde vid Xiangjitemplet (kinesiska: 香积寺) i Shaanxi, vilket fortfarande ärar minnet av honom och hans bidrag till rena land-buddhismen. Under sin livstid skrev Shan-tao fem huvudsakliga verk på rena land-buddhismen, där hans kommentarer till Amitāyurdhyāna Sūtra är de mest inflytelserika.

## Lära
Shan-tao var en av de första som propagerade att räddning genom Amitabha kunde fås genom att bara säga hans namn. Detta utövande blev känt som nianfo. I en av sina mer kända skrifter, talar Shan-tao detaljerat om hur det räcker att bara säga Amitabhas namn för att bli räddad av honom. Århundraden senare kom Shan-taos skrifter att influera Honen och hela den japanska rena land-buddhismen starkt, i synnerhet hans Kommentararer till amitāyurdhyāna sūtra (kinesiska: 觀經四帖疏). I synnerhet följande citat blev mycket betydelsefullt: "Repetera bara namnet av Amitabha med hela ditt hjärta. Oavsett om du går, står, sitter eller ligger ner, sluta aldrig att repetera Amitabhas namn. Detta är vad som garanterat leder till räddning, för det är i linje med det ursprungliga löftet av denna Buddha."
Shan-tao använde ofta liknelser såsom "Ljus och Namn av Amitabha" som "omfamnar" alla varelser. Sådana liknelser markerade en förändring i hur vissa buddhister såg på räddning genom Amitabha.
I Wang-sheng-li-tsan lär Shan-tao ut fyra sätt för rena land-buddhistiska utövare att dyrka Amitabha:
1. Vördnad inför Amitabha och bodhisattvorna i Sukhavati: Avalokiteshvara och Mahasthamaprapta
2. Helhjärtad och exklusivt utövande av att recitera Amitabhas namn.
3. Rutinerat utövande
4. Långtidsutövande

## Böcker
- Inagaki, Hisao, översättning. (1999). Shan-tao's Exposition of the Method of Contemplation on Amida Buddha, part 1, Pacific World, Third Series, Number 1, 77-89.
- Inagaki, Hisao, översättning. (2000). Shan-tao's Exposition of the Method of Contemplation on Amida Buddha, part 2, Pacific World, Third Series, Number 2, 207-228.
- Inagaki, Hisao, översättning. (2001). Shan-tao's Exposition of the Method of Contemplation on Amida Buddha, part 3, Pacific World, Third Series, Number 3, 277-288.